# Tebogo Mothusi
Tebogo Mothusi (20 ottobre 1977) è un ex calciatore botswano, di ruolo centrocampista.